# Mohd Fauzi Nan
Mohd Fauzi bin Nan (Pendang, 20 gennaio 1980) è un ex calciatore malese, di ruolo difensore.

## Carriera

### Club
Nel 2005, dopo aver militato al Kedah, è passato al Selangor. Nel 2006 è stato acquistato dal Perlis. Nel 2011 si è trasferito al Kedah. Nel 2013 è stato acquistato dal Negeri Sembilan, con cui ha concluso la propria carriera nel 2015.

### Nazionale
Ha debuttato in Nazionale il 31 maggio 2006, nell'amichevole Singapore-Malesia (0-0, 5-4 dopo i calci di rigore). Ha partecipato, con la Nazionale, alla Coppa d'Asia 2007. Ha collezionato in totale, con la maglia della Nazionale, 15 presenze.